# François Dellestable
François Dellestable, né le 31 décembre 1851 à Neuvic (Corrèze) et mort le 30 janvier 1922 à Ussel (Corrèze), est un homme politique français.

## Biographie
Fils d'un avocat, il est médecin à Neuvic, conseiller d'arrondissement, puis à partir de 1888, conseiller général du canton d'Égletons. Il est député de la Corrèze de 1885 à 1894, inscrit au groupe de la Gauche radicale, puis sénateur de 1894 à 1921, inscrit au groupe de la Gauche démocratique. Il s'occupe surtout de chemins de fer et des sujets d'intérêt local.